# Kirche Amsoldingen

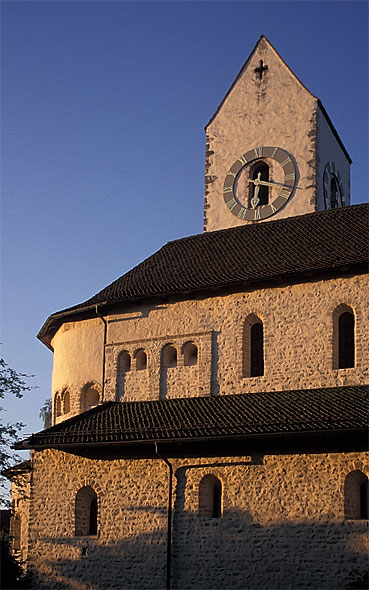
Kirche von Amsoldingen

Die Kirche Amsoldingen ist die reformierte Dorfkirche in Amsoldingen, Kanton Bern, Schweiz. Die der Kirche zugehörige Kirchengemeinde gehört zum Kirchenbezirk Thun der Reformierten Kirchen Bern-Jura-Solothurn. Die Kirche ist Tag und Nacht geöffnet.

## Geschichte
Die der Legende nach von Rudolf II. von Burgund und Berta von Alamannien gegründete dreischiffige Basilika, die vor der Berner Reformation 1528 dem Heiligen Mauritius geweiht war, gehört zu einer wohl schon vor dem Jahr 1000 am Thunersee entstandenen Kirchengruppe, deren Baustil lombardische Einflüsse zeigt, und wurde anstelle eines um 700 entstandenen Vorgängerbaus errichtet. Die Errichtung fiel in eine Epoche, in der die westliche Hälfte der heutigen Schweiz noch nicht zum Heiligen Römischen Reich gehörte. Die Grenze zwischen Schwaben, das zum Reich gehörte, und Hochburgund wurde durch die Linie Huttwil-Aarwangen-Basel definiert. Erst 1033 fiel Hochburgund und damit auch der westliche Teil der heutigen Schweiz im Erbgang an den fränkischen Kaiser Konrad II. aus dem Haus der Salier. 
Der Kirche war ein weltliches Chorherrenstift angeschlossen, das bei der Eroberung des Berner Oberlandes durch die Zähringer im Jahre 1191 verwüstet und um 1200 wiederhergestellt wurde. Um 1400 wurde im gotischen Stil der Kirchturm errichtet. 1484 wurde das Chorherrenstift aufgehoben und dem Chorherrenstift des neu gebauten Berner Münsters angegliedert, und 1501 wurde die Stiftskirche zur Pfarrkirche.
Kurz vor der Einführung der Reformation im Jahre 1528 wirkte als Pfarrer in Amsoldingen Johannes Haller, ein Mitstreiter Huldrych Zwinglis, musste aber 1525 wegen seiner Heirat Amsoldingen verlassen. Sein bekanntester Nachfolger war Samuel Lutz, ein Freund Nikolaus Ludwig von Zinzendorfs, der von 1726 bis 1738 in Amsoldingen lebte und den Ort zu einem Zentrum des Pietismus machte.
1978 bis 1980 wurde die Kirche umfassend renoviert.

## Architektur
Die Zugehörigkeit zu Burgund erklärt wohl auch die signifikanten Unterschiede zu Kirchenbauten im Gebiet des Heiligen Römischen Reichs zur gleichen Zeit. Denn im Unterschied zu den meisten Kirchen im Reich fehlt bei Amsoldingen das Querschiff sowie zu Beginn auch ein Turm in Form eines Westwerks.
Wie die Schlosskirche Spiez ist sie eine querschifflose Pfeilerbasilika mit ursprünglich drei Apsiden und einem hochgelegenen Chor. Ursprünglich wurde sie ohne Turm erbaut. Der heutige Turm wurde erst später anstelle der südlichen Apsis errichtet, welche dafür abgebrochen wurde. Die Fundamente der ehemaligen Apsis sind allerdings teilweise noch heute zu sehen. 

## Ausstattung
In der aus der Zeit um 1200 stammenden Krypta sind römische Spolien aus Aventicum und Allmendingen eingemauert. Sie diente bis 1876 u. a. als Pfarrhauskeller und Käselager. Die farbigen Chorfenster von Max Brunner (* 1910) symbolisieren Gott Vater, Sohn und Heiliger Geist. 
Sehenswert sind auch eine Darstellung des Heiligen Christophorus an der Nordwand (um 1300), der mit einem Kranz von Tiermedaillons verzierte Taufstein aus dem 14. Jahrhundert, die Holzdecke von 1666 (mit Ornamenten von 1908) und der Abendmahlstisch von 1668. Die Fassade der Apsis ist gegliedert durch Lisenen, Rundbogenfries und Nischenkranz. 

### Orgeln
1812 baute Johann Jakob Weber die heutige Orgel. Während der folgenden hundert Jahre wurde das Instrument von verschiedener Seite gepflegt und umgebaut. Zuletzt restaurierte Hans J. Füglister (Grimisuat VS) im Jahr 1982 die Orgel und führte sie weitgehend wieder auf den Originalzustand zurück. 2008 schließlich wurde sie einer Reinigung und Revision durch Orgelbau Thomas Wälti, Gümligen unterzogen. Das Instrument hat elf Register auf einem Manual (acht R.) und Pedal (drei R).
Disposition
| Manual C–c3  |      |
| Prinzipal    | 8′   |
| Coppel       | 8′   |
| Oktave       | 4′   |
| Dolcean      | 4′   |
| Quinte       | 3′   |
| Superoktave0 | 2′   |
| Mixtur III   | 1 ⁄3 |
| Cornett I–IV | 8′   |

| Pedal C–d1 |     |
| Subbass    | 16′ |
| Oktavbass0 | 8′  |
| Trompete   | 8′  |

– Koppeln, Spielhilfen: I/P, Tremulant
Seit 1982 steht in der Kirche als Chororgel auch eine Truhenorgel von Orgelbauer H.J. Füglister, mit fünf Registern auf einem Manual: Bourdon 8′, Praestant 4′, Rohrflöte 4′, Superoktave 2′, Gemshorn 2′.

### Glocken
Im Kirchturm hängt ein vierstimmiges Glockengeläut, das aus zwei historischen und zwei neueren Glocken besteht und auf das Läutemotiv «Wachet auf, ruft uns die Stimme» gestimmt ist.
| Glocke | Gussjahr | Giesser             | Schlagton |
| ------ | -------- | ------------------- | --------- |
| 1      | 1931     | H. Rüetschi, Aarau  | e‘        |
| 2      | 1579     | Franz Sermund, Bern | gis‘      |
| 3      | 1836     | Kaiser, Solothurn   | h‘        |
| 4      | 1931     | H. Rüetschi, Aarau  | cis‘‘     |

## Nachweise
1. ↑  Orgelverzeichnis Schweiz und Liechtenstein: Ref. Kirche Amsoldingen, Hauptorgel
2. ↑  youtube.com: Amsoldingen BE, Reformierte Kirche, Vollgeläut

Koordinaten: 46° 43′ 37,9″ N, 7° 34′ 43,8″ O; CH1903: 610718 / 175120